# Ludwig Steimle
Ludwig Steimle (* 1887 in Pfullingen; † 7. Dezember 1974) war ein deutscher Beamter und Politiker. Er war von 1945 bis 1946 Oberbürgermeister von Ravensburg.
Steimle war von 1914 bis 1933 Bürgermeister (bis 1930 „Schultheiß“) von Amtzell. Er wurde nach Kriegsende Nachfolger des Ingenieurs Rudolf Walzer, der während der Herrschaft des nationalsozialistischen Regimes der Stadt Ravensburg vorstand.
Im Jahr 1946 wurde gegen Steimle ein Strafverfahren eröffnet und Anklage wegen Untreue und Begünstigung im Amt, Nötigung und Kriegswirtschaftsverbrechen erhoben. Im April 1948 wurde der Angeklagte von der Strafkammer Ravensburg in allen Punkten freigesprochen.